# Балатіна
Балатіна (рум. Balatina) — село у Глоденському районі Молдови. Адміністративний центр однойменної комуни, до складу якої також входять села Клокоченій-Векі, Липовець, Томештій-Ной та Томештій-Векі.

## Населення
За даними перепису населення 2004 року у селі проживали 3938 осіб.
Національний склад населення села:
| Національність       | Кількість осіб | Відсоток   |
| -------------------- | -------------- | ---------- |
| молдавани румуни     | 3800 10        | 96,5% 0,3% |
| українці             | 62             | 1,6%       |
| росіяни              | 60             | 1,5%       |
| гагаузи              | 2              | 0,1%       |
| болгари              | 1              | < 0,1%     |
| інша / без відповіді | 3              | 0,1%       |
| Всього               | 3938           | 100%       |